# Madurai (stad)

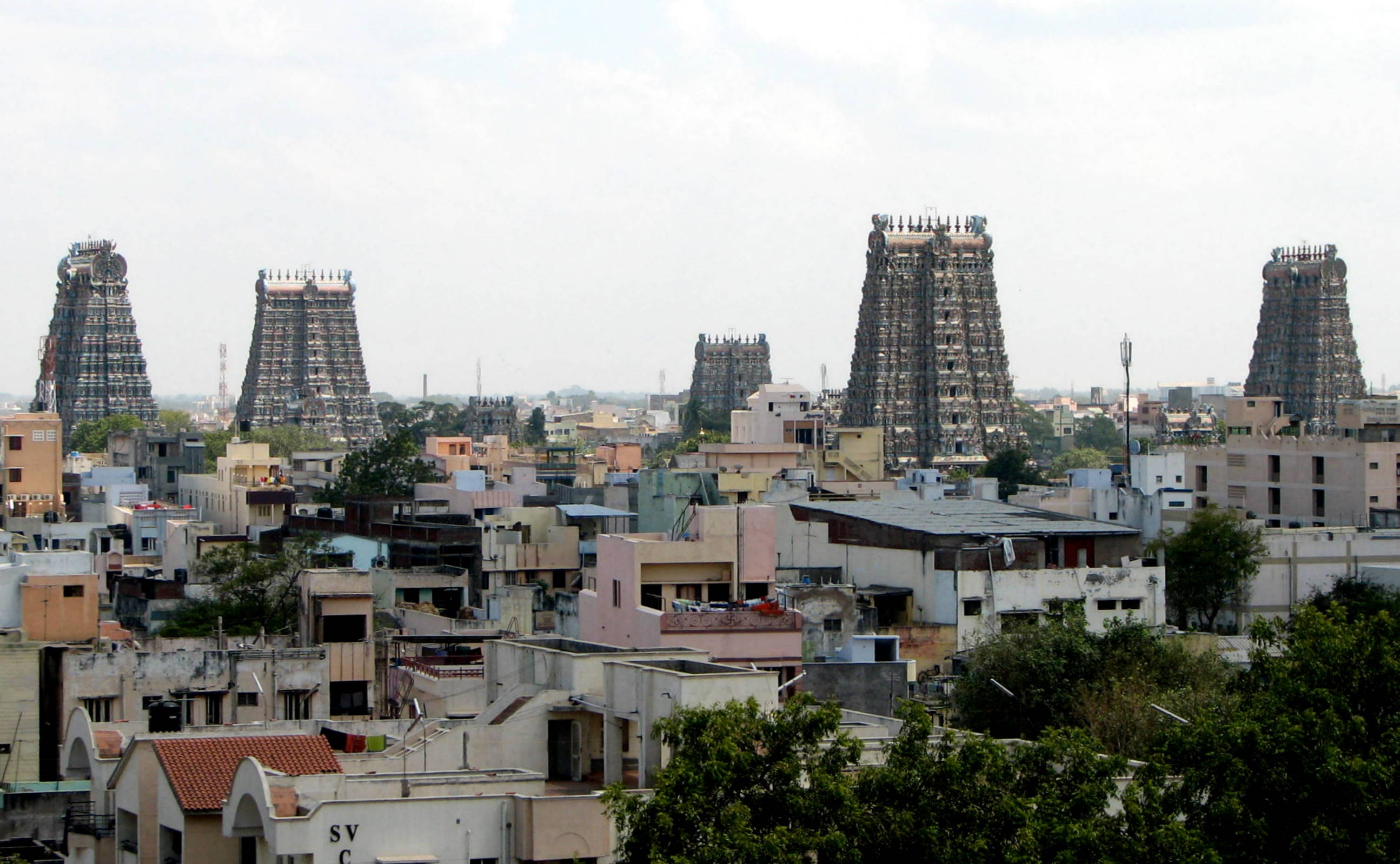
Zicht op de bekende Minakshitempel.

Madurai (Tamil: மதுரை) is een stad in de staat Tamil Nadu in het zuiden van India. De stad is de hoofdstad van het gelijknamige district Madurai en ligt aan de rivier de Vaidai. In 2001 had de stad 922.913 inwoners en het stedelijke gebied van Madurai 1.194.665 inwoners.
Madurai heeft als bijnaam De stad van de feesten en tempels.

## Bezienswaardigheden
- De Minakshitempel, een 16e-eeuws tempelcomplex.
- Thirumalai Nayakkar Mahal, een paleis dat in de 17e eeuw gebouwd werd in opdracht van koning Thirumalai Nayak.
- Alagar Koyil, een Vishnoetempel buiten de stad.

## Geschiedenis
Madurai heeft een rijke culturele geschiedenis die teruggaat tot de 5e eeuw v.Chr.
Vanaf het begin van de jaartelling tot aan de 10e eeuw was het de hoofdstad van het Pandya-koninkrijk. De stad werd ingenomen door het Cholarijk, maar aan het einde van de 13e eeuw hadden de Pandya's zich weer onafhankelijk gemaakt.
In 1311 voerde Malik Kafur, een bekeerde slaaf in dienst van de sultan van Delhi, een veldtocht naar het uiterste zuiden van India. Op dat moment was in Madurai een strijd gaande tussen verschillende troonpretendenten. Op uitnodiging van een van de partijen nam Malik Kafur Madurai in en vestigde er een garnizoen. Ondanks de overeenkomst werd de stad geplunderd bij de inname, en de oorspronkelijke Minakshitempel verwoest. De overheersing door Delhi was echter van korte duur. In 1335 verklaarde de lokale gouverneur zich onafhankelijk van de sultan van Delhi. Madurai en het gebied eromheen vormden daarop voor een halve eeuw een onafhankelijk sultanaat. In 1378 kwam een einde aan de kortstondige islamitische overheersing, toen de stad werd ingenomen door het Vijayanagararijk.
Onder Vijayanagara was Madurai de zetel van een lokale gouverneur, die "nayak" genoemd werd. De eerste gouverneurs waren afstammelingen van de eerdere Pandya's, maar in 1559 werd een Telugu aangesteld, Vishvanatha Nayaka. Deze liet een nieuwe stadsmuur bouwen en de Minakshitempel herbouwen. Hij zou de stichter van een dynastie worden, want in 1565 werd Vijayanagara verslagen door de Dekansultanaten en viel het centrale gezag weg. Hoewel de nayaks de koningen van Vijayanagara in naam als meerdere bleven erkennen hielden ze aan het begin van de 17e eeuw op belasting af te dragen en waren ze de facto onafhankelijk geworden.

## Talen
Madurai is een van de centra van de Tamils. Tamil is dan ook de belangrijkste taal die er gesproken wordt.
Andere belangrijke talen zijn:
- Hindi
- Kannada
- Saurashtra
- Telugu

## Bekende personen
- Rukmini Devi Arundale - Indiase politica
- Subramanya Bharathi - Indiase dichter
- Sundar Pichai - CEO Google

## Bereikbaarheid
Madurai is bereikbaar per trein en beschikt over een vliegveld.